# Cordulegaster sarracenia
Cordulegaster sarracenia is een echte libel uit de familie van de bronlibellen (Cordulegastridae).
De wetenschappelijke naam van de soort werd in 2011 gepubliceerd door John C. Abbott & Troy D. Hibbitts.